# Neuerkerode
Neuerkerode ist ein Ortsteil von Sickte in der Gemeinde Sickte im Landkreis Wolfenbüttel in Niedersachsen, der im letzten Drittel des 19. Jahrhunderts gegründet wurde. Dort entstand die Evangelische Stiftung Neuerkerode für Menschen mit geistigen Behinderungen.

## Lage
Neuerkerode liegt gut einen Kilometer östlich von Sickte an der Landesstraße L625 Richtung Schöppenstedt. Nach Süden zweigt eine Straße nach Volzum ab, die westlich des Lithbergs verläuft. Durch die Siedlung fließt nördlich der Hauptstraße und ungefähr parallel zu ihr die Wabe, an der noch im 19. Jahrhundert im Ortsbereich drei Wassermühlen betrieben wurden. Weitere Nachbarorte sind das nordöstlich gelegene Veltheim (Ohe) und das ostsüdöstliche Lucklum.